# دونالد سيروني

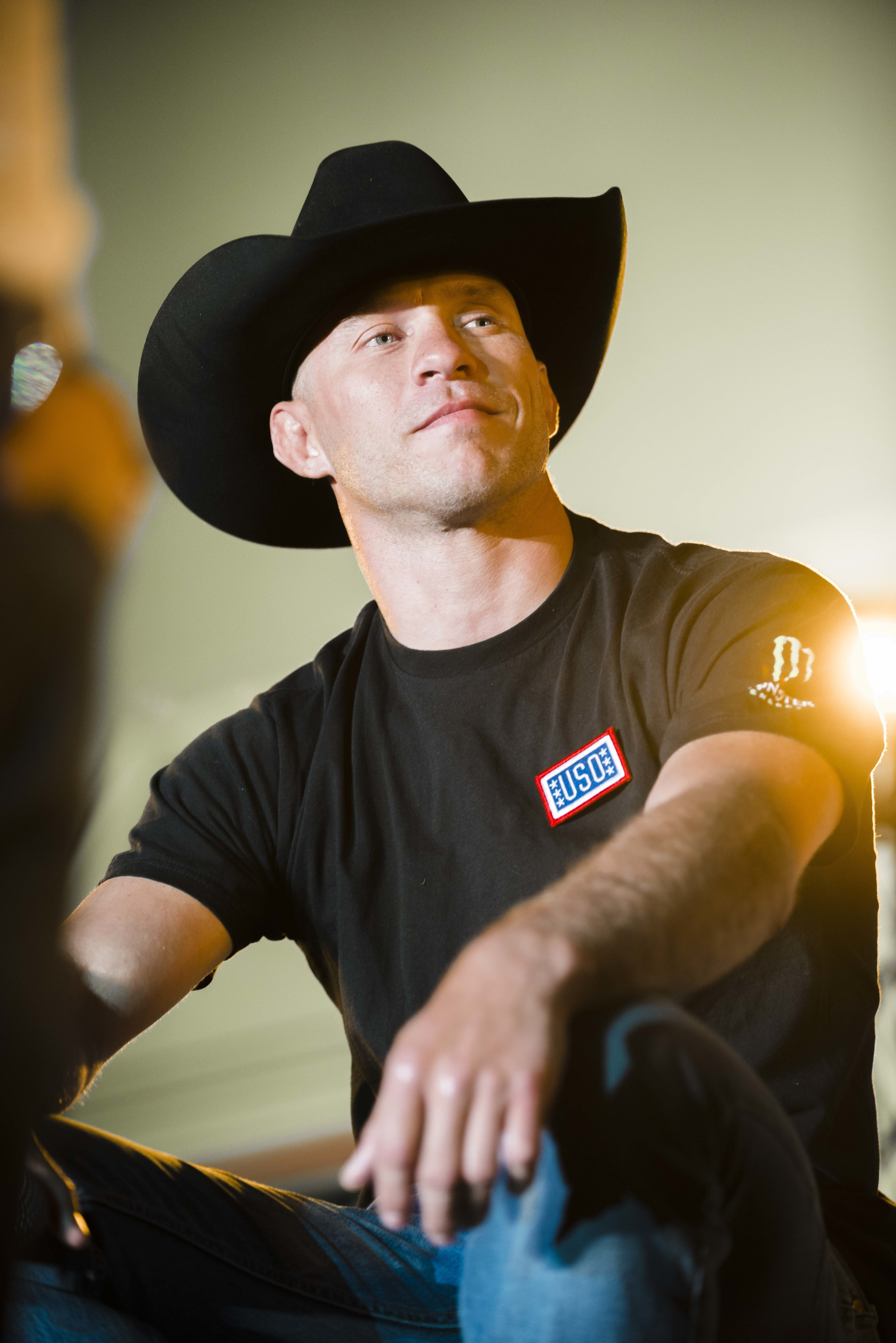

دونالد سيروني (بالإنجليزية: Donald Cerrone) هو لاعب فنون قتالية مختلطة من الولايات المتحدة يتنافس حاليًا في بطولة UFC. اعتبارًا من 16 سبتمبر 2019 أصبح دونالد رقم 5  في تصنيفات UFC لوزن lightweight

## نبذة
في 10 نوفمبر  2018، تفوق سيروني على جورج سانت بيير ومايكل بيسبينج في أكثر عدد انتصارات في تاريخ UFC بـ 21 أنتصار، وتخطى أندرسون سيلفا وفيتور بلفورت في الحصول على أكثر عدد ضربات قاضية في تاريخ UFC بـ 15 ضربة قاضية بعد فوزه على ألكساندر هيرنانديز في UFC Fight Night 143 في 19 يناير 2019 ، زاد Cerrone من مجموع أنتصاراته في UFC إلى 22 ، وسجله في UFC للضربات القاضية إلى 16 ضربة قاضية

## روابط خارجية
- دونالد سيروني على موقع IMDb (الإنجليزية)
- دونالد سيروني على موقع قاعدة بيانات الفيلم (الإنجليزية)
- دونالد سيروني على موقع بوكس ريك (الإنجليزية) (registration required)
- دونالد سيروني على موقع يو إف سي (الإنجليزية)
- دونالد سيروني على موقع شيردوغ (الإنجليزية)
- دونالد سيروني على موقع Tapology.com (الإنجليزية)